# باشگاه فوتبال دروک پول اف سی
باشگاه فوتبال دروک پول اف سی یک باشگاه فوتبال حرفه‌ای مستقر در تیمفو بوتان است.